# Bernd Mickan
Bernd Mickan (* 19. November 1953) ist ein deutscher ehemaliger Fußballspieler. In der Saison 1978/79 spielte er für die Betriebssportgemeinschaft Sachsenring Zwickau in der DDR-Oberliga, der höchsten Liga im DDR-Fußball. Seine meisten Spiele bestritt Mickan in der zweitklassigen DDR-Liga. 

## Sportliche Laufbahn
Bevor sich Mickan der BSG Sachsenring anschloss, hatte er bereits bei der Armeesportgemeinschaft Vorwärts Zwickau im Männerbereich gespielt. Die ersten Spiele für Sachsenring absolvierte er in der Saison 1975/75 für die 2. Mannschaft in der DDR-Liga. Er wurde zehnmal in unregelmäßigen Abständen als Flügelstürmer eingesetzt, schoss dabei ein Tor. Zur Saison 1976/77 wurden die 2. Mannschaften der Oberligisten in die neu gegründete Nachwuchsoberliga überführt. Dort verbrachte Mickan zwei Spielzeiten. 1976/77 war er mit acht Einsätzen bereits auf dem Weg zum Stammspieler, wurde aber nach einem Feldverweis aus der Mannschaft verbannt. Zum Stammspieler in der Nachwuchsoberliga wurde Mickan in der folgenden Spielzeit, als er wiederum als Flügelstürmer 19 der 26 Spiele bestritt und zu drei Toren kam. 
Für die Saison 1978/79 war er der Nachwuchsoberliga entwachsen, und die BSG Sachsenring übernahm ihn in den Oberligakader. Er wurde wieder als Stürmer vorgesehen, musste sich aber mit weiteren sechs Konkurrenten auseinandersetzen. Als der bisher als Linksaußen eingesetzte Peter Nestler nach der Hinrunde ausschied, entschloss sich Trainer Gerhard Bäßler, dessen Position Bernd Mickan zu übertragen. Er setzte Mickan allerdings nur fünfmal ein. 
Zur Saison 1979/80 wechselte Bernd Mickan zum DDR-Ligisten Motor Werdau. Dort war er als Linksaußenstürmer vier Spielzeiten lang Stammspieler und wurde 1980/81 mit zwölf Treffern Torschützenkönig der Mannschaft. Seine letzte Spielzeit in der DDR-Liga bestritt Mickan für Motor Werdau in der Saison 1983/84, in der er bei den 22 Ligaspielen nur noch zwölfmal aufgeboten wurde, zum Schluss nur noch als Einwechselspieler. Insgesamt hatte Bernd Mickan für Motor Werdau 91 DDR-Liga-Spiele bestritten und dabei 29 Tore erzielt. 
Am Ende der Saison 1983/84 stieg Motor Werdau aus der DDR-Liga ab. Die BSG und Bernd Mickan kehrten nicht wieder in den höherklassigen Fußball zurück.